# Albiert Raczkow
Albiert Iwanowicz Raczkow (ros. Альберт Иванович Рачков, ur. 22 czerwca 1927 w Stawropolu, zm. 5 stycznia 2023 w Moskwie) – radziecki działacz partyjny i dyplomata.

## Życiorys
W 1950 ukończył Azowsko-Czarnomorski Instytut Mechanizacji i Elektryfikacji Gospodarki Rolnej, od 1951 pracował w gospodarce obwodu kemerowskiego, w 1955 został członkiem KPZR, w latach 1965-1969 pracował w aparacie KC KPZR. W latach 1969–1974 pełnił funkcję sekretarza Komitetu Obwodowego KPZR w Lipiecku, a w 1971 zaocznie ukończył Wyższą Szkołę Partyjną przy KC KPZR. W latach 1974–1980 kierował sektorem Wydziału Pracy Organizacyjno-Partyjnej KC KPZR, a w latach 1980-1986 był II sekretarzem KC Komunistycznej Partii Turkmenistanu. Od 3 marca 1981 do 2 lipca 1990 zastępca członka KC KPZR, od 15 lipca 1986 do 9 sierpnia 1990 ambasador nadzwyczajny i pełnomocny ZSRR w Ludowo-Demokratycznej Republice Jemenu. Deputowany do Rady Najwyższej ZSRR XI kadencji.